# 創世 (服裝品牌)
創世，是總部設於中國遼寧大連的服裝廠商大楊集團所成立的中國服裝品牌。創世的品牌市場定位目前是針對國內市場，他們瞄準了中國中高端男性時裝市場。該品牌於1995年推出。
創世美國（Trands USA）也是一家由大楊集團所有、並於北美經營的公司，總部位於洛杉磯。根據「創世」的品牌標籤以及私人標籤，公司進行設計、生產、銷售、分銷、批發男士定制測量西裝、運動外套、襯衫、和大衣。
在創世品牌中，最著名的客户包含沃倫·巴菲特、比爾·蓋茨、查理·芒格，以及中國共產黨前任總書記胡錦濤

## 外部連結
- 創世（中國）
- 創世（美國） （页面存档备份，存于）
- Fortune profile